# میثم عبادی
میثم عبادی نوجوان ۱۷ساله‌ای بود که به‌گزارش سایت اینترنتی «موج سبز آزادی» در جریان اعتراض‌های پس از انتخابات ۱۳۸۸ ایران در روز ۲۳ خرداد ۱۳۸۸ در میدان تجریش تهران کشته شد. به‌گفتهٔ دوستانش وی هنگامی‌که برای کمک به یک دختر که توسط نیروهای امنیتی با باتون مورد حمله قرار گرفته بود می‌رود، به‌ضرب گلوله‌ای کشته می‌شود.